# Tersilochus fenestralis
Tersilochus fenestralis är en stekelart som först beskrevs av Thomson 1889.  Tersilochus fenestralis ingår i släktet Tersilochus och familjen brokparasitsteklar. Inga underarter finns listade i Catalogue of Life.